# The Singles Collection Volume 2
The Singles Collection, Volume 2 es una caja recopilatoria de la banda británica Queen, publicada el 15 de junio de 2009 a través de Parlophone Records. El álbum contiene versiones remasterizadas de los siguientes 13 sencillos lanzados mundialmente por Queen que aparecen subsecuentes a los del primer volumen. 
La colección es notable por contener canciones que no habían sido lanzadas oficialmente en CD, por ejemplo, "A Human Body" (lado B de "Play the Game") y "Back Chat" (que había sido remezclada para su lanzamiento de sencillo). Las canciones en vivo son tomadas del álbum de 1979, Live Killers.

## Lista de canciones
| Disco uno |                                                       |                 |          |  |
| N.º       | Título                                                | Escritor(es)    | Duración |  |
| 1.        | «Love of My Life» (Live at Festhalle Frankfurt, 1979) | Freddie Mercury | 3:43     |  |
| 2.        | «Now I'm Here» (Live in Paris, 1979)                  | Brian May       | 8:42     |  |
| 12:25     |                                                       |                 |          |  |

| Disco dos |                                                |              |          |  |
| N.º       | Título                                         | Escritor(es) | Duración |  |
| 1.        | «Crazy Little Thing Called Love»               | Mercury      | 2:43     |  |
| 2.        | «We Will Rock You (Fast)» (Live in Lyon, 1979) | May          | 3:07     |  |
| 5:50      |                                                |              |          |  |

| Disco tres |                                               |              |          |  |
| N.º        | Título                                        | Escritor(es) | Duración |  |
| 1.         | «Save Me»                                     | May          | 3:49     |  |
| 2.         | «Let Me Entertain You» (Live in Europe, 1979) | Mercury      | 3:14     |  |
| 7:03       |                                               |              |          |  |

| Disco cuatro |                 |              |          |  |
| N.º          | Título          | Escritor(es) | Duración |  |
| 1.           | «Play the Game» | Mercury      | 3:32     |  |
| 2.           | «A Human Body»  | Roger Taylor | 3:42     |  |
| 7:14         |                 |              |          |  |

| Disco cinco |                              |              |          |  |
| N.º         | Título                       | Escritor(es) | Duración |  |
| 1.          | «Another One Bites the Dust» | John Deacon  | 3:35     |  |
| 2.          | «Dragon Attack»              | May          | 4:18     |  |
| 7:53        |                              |              |          |  |

| Disco seis |                          |              |          |  |
| N.º        | Título                   | Escritor(es) | Duración |  |
| 1.         | «Flash» (single version) | May          | 2:48     |  |
| 2.         | «Football Fight»         | Mercury      | 1:28     |  |
| 4:16       |                          |              |          |  |

| Disco siete |                                    |                    |          |  |
| N.º         | Título                             | Escritor(es)       | Duración |  |
| 1.          | «Under Pressure» (con David Bowie) | Queen, David Bowie | 4:04     |  |
| 2.          | «Soul Brother»                     | Queen              | 3:36     |  |
| 7:40        |                                    |                    |          |  |

| Disco ocho |                                  |              |          |  |
| N.º        | Título                           | Escritor(es) | Duración |  |
| 1.         | «Body Language»                  | Mercury      | 4:31     |  |
| 2.         | «Life is Real (Song for Lennon)» | Mercury      | 3:31     |  |
| 7:02       |                                  |              |          |  |

| Disco nueve |                        |                 |          |  |
| N.º         | Título                 | Escritor(es)    | Duración |  |
| 1.          | «Las Palabras de Amor» | May             | 4:31     |  |
| 2.          | «Cool Cat»             | Mercury, Deacon | 3:29     |  |
| 8:00        |                        |                 |          |  |

| Disco diez |                     |              |          |  |
| N.º        | Título              | Escritor(es) | Duración |  |
| 1.         | «Calling All Girls» | Taylor       | 3:51     |  |
| 2.         | «Put Out the Fire»  | May          | 3:18     |  |
| 7:09       |                     |              |          |  |

| Disco once |                              |              |          |  |
| N.º        | Título                       | Escritor(es) | Duración |  |
| 1.         | «Back Chat» (single version) | Deacon       | 4:12     |  |
| 2.         | «Staying Power»              | Mercury      | 4:12     |  |
| 8:24       |                              |              |          |  |

| Disco doce |               |              |          |  |
| N.º        | Título        | Escritor(es) | Duración |  |
| 1.         | «Radio Ga Ga» | Taylor       | 5:47     |  |
| 2.         | «I Go Crazy»  | May          | 3:42     |  |
| 9:29       |               |              |          |  |

| Disco trece |                                         |              |          |  |
| N.º         | Título                                  | Escritor(es) | Duración |  |
| 1.          | «I Want to Break Free» (single version) | Deacon       | 4:18     |  |
| 2.          | «Machines (or 'Back to Humans')»        | May, Taylor  | 5:08     |  |
| 9:26        |                                         |              |          |  |